# Blenina friederici
Blenina friederici är en fjärilsart som beskrevs av M.Gaede 1936. Blenina friederici ingår i släktet Blenina och familjen trågspinnare. Inga underarter finns listade i Catalogue of Life.